# マドンナエクスプレス
マドンナエクスプレスは岡山県岡山市・倉敷市と愛媛県東温市・松山市を結ぶ高速バス路線である。
愛称は夏目漱石の小説「坊つちやん」の登場人物であるマドンナから来ている。
全便座席指定制のため、乗車には予約が必要。

## 運行会社
- 下津井電鉄
  - 本社営業所が担当。伊予鉄バス・ジェイアール四国バスの岡山側運行支援も担当。
- 両備ホールディングス（両備バス）
  - 両備バスカンパニー岡山営業所が担当。
- 伊予鉄バス
  - 2018年3月31日までは伊予鉄道（現・伊予鉄グループ）が運行。松山室町営業所が担当。下津井電鉄・両備バスの松山側運行支援も担当。
- ジェイアール四国バス
  - 2004年3月31日まではJR四国が運行。松山支店が担当。

## 運行経路および停車停留所
岡山駅西口 - （国道53号） - 津高（シモデン津高駐車場） - （岡山IC） - （山陽自動車道） - （瀬戸中央自動車道） - 有城南 - 鷲羽山北 - （高松自動車道） - （松山自動車道） - 川内インター - （松山IC） - 松山インター口 - 大街道 - 松山市駅 - JR松山駅
※豊浜サービスエリアで10分間の休憩。

## 運行回数
- 昼行便1日4往復（各社1往復ずつ担当）。

## 車内設備
- 3列リクライニングシート（下電）、4列リクライニングシート（両備・伊予鉄バス・JR四国バス）
- フットレスト（両備・伊予鉄バス）
- トイレ
- フリーWi-Fi（両備・伊予鉄バス・JR四国バス）
- コンセント（JR四国バスの一部を除く）、充電用USBポート（JR四国バスの一部）

## 歴史
- 1994年11月17日 - 運行開始[1]（1日6往復）。停留所は天満屋バスセンター、岡山駅前、有城南、川内インター西、道後温泉駅前（下り2便のみ）、大街道、松山市駅、松山駅で、山陽自動車道岡山IC - 瀬戸中央自動車道 - 高松自動車道- 松山自動車道川内IC経由であった。
- 1995年11月1日 - 鷲羽山北停留所を新設。
- 1997年2月27日 - 松山自動車道松山IC経由に変更。川内インター西停留所を廃止、川内インター、松山インター口停留所を新設。
- 2005年11月1日 - 津高（シモデン津高駐車場）に停留所を新設。
- 2009年12月1日 - 道後温泉駅前停留所を廃止。全区間に往復割引運賃と学生割引運賃を設定。
- 2010年6月1日 - 岡山駅前の乗り場をドレミの街（10番乗り場）から岡山駅西口バスターミナル（26番乗り場）へ変更。
- 2012年7月20日 - 天満屋バスセンター停留所を廃止。
- 2016年12月1日 - 従来の途中休憩無しから豊浜サービスエリアで10分間の休憩に、それに伴い運行ダイヤも1部変更[2]。
- 2018年7月1日 - 松山インター入口 - 松山市駅間のルートを国道33号・国道11号経由から松山外環状道路・国道56号経由へ変更し、余戸南インター停留所を新設。また、松山市内停留所停車順を変更。
- 2022年9月1日 - 運賃改定。新型コロナウイルス感染症の影響により2021年6月23日より運休していた初便と最終便の2往復を正式に廃止。余戸南インター停留所廃止[3]。